# Raymond Brulez
Raymond Ferdinand Martin Jacques Gustave Brulez (Blankenberge, 18 oktober 1895 - Brussel, 17 augustus 1972) was een Vlaams schrijver.

## Levensloop
Hij doorliep de humaniora aan het atheneum van Elsene. Met onder meer Max Lamberty stichtte hij er een studentenkring De Vlaamsche Taalvrienden en publiceerde hij zijn eerste teksten in De Goedendag, het tijdschrift van de Vlaamse Brusselse atheneumstudenten. Daarna studeerde hij Germaanse talen aan de Vrije Universiteit in Brussel. De Eerste Wereldoorlog onderbrak zijn studies.
Na enkele korte betrekkingen, onder meer als corrector bij de uitgeverij De Tempel in Brugge, een periode waarin hij lid werd van de vrijmetselaarsloge La Flandre, werd hij in 1936 literair adviseur bij de nationale radio-omroep in Brussel en van 1938 tot 1940 was hij er directeur van het secretariaat. Van 1945 tot 1960 was hij adjunct-directeur-generaal van de Nederlandstalige uitzendingen van de Belgische Radio- en Televisieomproep (BRT). Tijdens de Tweede Wereldoorlog werkte hij bij het Commissariaat-Generaal voor de Wederopbouw.
Hij was zijn leven lang betrokken bij de ontplooiing van het Vlaamse cultuurleven en de culturele integratie van noord en zuid. In 1932 stichtte hij, samen met zijn schoonbroer Hendrik Cayman, Jozef Muls en Victor Leemans, de studiereeks De Zeshoek, gewijd aan literatuur, kunst en economie.
Hij maakte deel uit van de Brugse literaire kring De Maffia, die onder impuls van Achiel Van Acker de uitgeverij De Garve stichtte.
Hij was redactielid van Het Nieuw Vlaams Tijdschrift, De Vlaamse Gids en Het Boek van Nu.
In 1960 werd hij lid van de Koninklijke Vlaamse Academie voor Taal- en Letterkunde.
Brulez schreef in een verfijnde, ietwat gemaniëreerde laat-19de-eeuwse stijl, die het moeilijk had lezers te vinden, wat hem zeer ontgoochelde. Hij was een integrale scepticus, die aan alles twijfelde, iedere zekerheid of waarde in twijfel trok en zich met ironie distantieerde van iedere ideologie of religie.
Voor zijn debuutroman in 1930, André Terval, die 'niet Vlaamsgezind genoeg' werd bevonden, moest hij meer dan tien jaar naar een uitgever zoeken. 
Zijn vierdelige cyclus Mijn woningen was een kroniek van een halve eeuw maatschappelijk, politiek, religieus, cultureel en sentimenteel leven in Vlaanderen.
In 1934 ontving hij de Nestor De Tièreprijs voor De schone slaapster en in 1951 de Driejaarlijkse Staatsprijs voor verhalend proza voor "Het huis te Borgen", het eerste deel van de cyclus "Mijn woningen".

## Publicaties

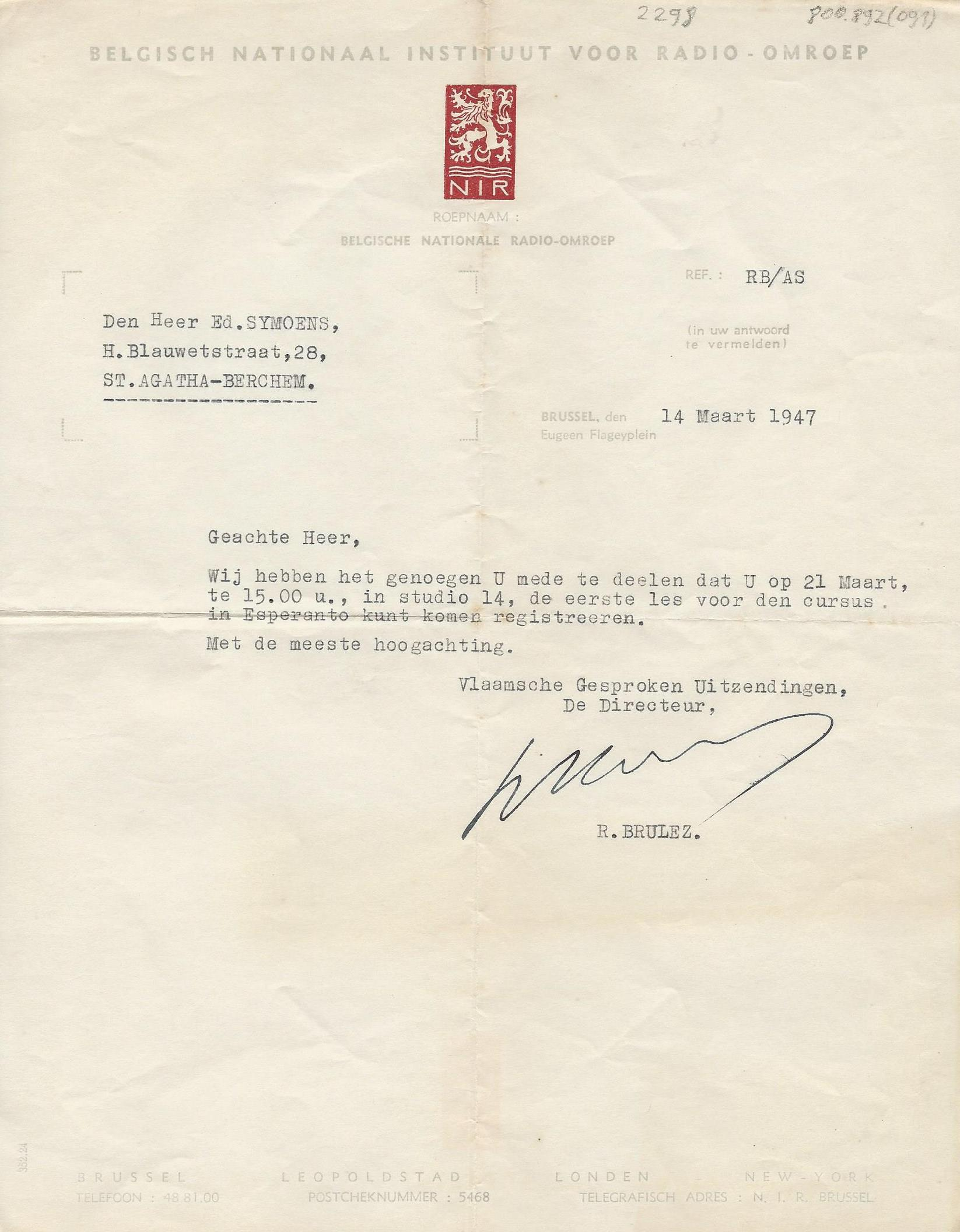
Administratief briefje met handtekening Raymond Brulez.

- André Terval of Inleiding tot een leven van gelijkmoedigheid (1930)
- De laatste verzoeking van Antonius (1932)
- Sheherazade of De literatuur als losprijs (1933)
- De Noord-Nederlandse letterkunde sinds 1914 (1936)
- De schone slaapster (toneel) (1936)
- Novellen en schetsen (1936)
- Eén mei - De klok (1937)
- Ecrivains flamands d'aujourd'hui (1938)
- Mijn woningen (1950-1954)
  - Het huis te Borgen
  - Het pact der Triumviren
  - De haven
  - Het mirakel der rozen
- De haven (1952)
- De beste der werelden (toneel) (1953)
- De verschijning te Kallista (1953)
- Van Serajewo tot 4 augustus (luisterspel) (1954)
- Het mirakel der rozen (1954)
- 1956 - In: Mijn boek van vroeger en van nu : zeven auteurs vertellen over de rol die het boek in hun leven speelde, Vereeniging ter bevordering van de belangen des boekhandels, Amsterdam, 1. J.C. Bloem, Boeken en ik, 2. F. Bordewijk, Alfa en Omega, 3. Raymond Brulez, Van Genoveva tot Leone, 4. Guillaume van der Graft, Het eerste en het laatste boek, 5. Hella S. Haasse, Mijn boek van vroeger en van nu, 6. P. Minderaa, Mijn boek van van vroeger en van nu, 7. Gabriël Smit, Van Dik Trom tot Pascal, 65 p, ill, 19 cm[2]
- Diogeentjes (1962)
- De toren van Lynkeus (1969)
- Proefneming der eenzaamheid (1969)